# Abdul Samad di Selangor
Abdul Samad ibni Almarhum Raja Abdullah (Bukit Melawati, 1804 – Kuala Langat, 6 febbraio 1898) è stato sultano di Selangor in Malaysia dal 1857 al 1898. Il suo lungo regno vide una guerra civile nel Selangor, la fondazione di Kuala Lumpur, l'introduzione della bandiera e dello stemma del Selangor e l'inizio del coinvolgimento dei britannici negli affari di Stato.

## Primi anni di vita e formazione
Abdul Samad di Selangor nacque a Bukit Melawati nel 1804 e venne educato privatamente.

## Ascesa al trono
Prima di diventare sultano, Abdul Samad aveva il titolo di Tengku Panglima Raja e manteneva l'autorità sul distretto di Langat. Il terzo sultano di Selangor, Muhammad Shah, morì il 6 gennaio 1857 senza aver mai designato un erede. Questo diede il via a una controversia tra la corte reale e i dignitari del paese sulla scelta del nuovo monarca. Nella selezione dei nuovi sovrani le usanze malesi impongono che i figli nati da una sposa reale hanno la precedenza sui figli delle altre mogli e concubine. Questo rendeva Raja Mahmud l'erede legittimo, ma lui era troppo giovane e non era in grado di esercitare il suo diritto. Gli altri figli del sultano Muhammad Shah più grandi e più competenti, Raja Laut e Raja Sulaiman, erano figli di concubine. Due generi del sultano, Raja Jumaat e Raja Abdullah, appartenevano al ramo Riau della famiglia e quindi nessuno di essi era ammissibile. Questa situazione rese Raja Abdul Samad, nipote e genero del defunto sultano, il candidato più forte nella contesa. Raja Jumaat e Raja Abdullah si convinsero che avrebbero potuto comunque mantenere una notevole influenza se avessero supportato Raja Abdul Samad nel conquistare il trono. Grazie al loro patrocinio e al sostegno di altri quattro dignitari statali, si raggiunse il consenso necessario a proclamare Tengku Abdul Samad nuovo sovrano.
Altre fonti affermano che il Selangor andò avanti per due anni senza un sovrano fino a quando non venne favorito Abdul Samad che, a differenza dei suoi predecessori, non venne formalmente proclamato dal sultano di Perak.

## Regno
Grazie all'apertura delle miniere di stagno nel distretto di Ampang avvenuta durante il regno del predecessore, Abdul Samad promosse le relazioni commerciali le città degli Stabilimenti dello Stretto. Con l'aiuto del genero Yap Ah Loy, un capitano di origine cinese, le miniere attrassero ancora più minatori cinesi.
Nel 1866, il sultano concesse a Raja Abdullah il potere e l'autorità su Klang. Questo alimentò la faida tra Raja Abdullah e Raja Mahadi, che l'aveva preceduto nell'amministrare la città. La disputa portò a uno scontro armato tra le due fazioni chiamata guerra di Klang. Il sultano nominò due volte suo genero Tengku Zainal Dhiauddin Rashid (noto anche come Tengku Kudin) Vice Yamtuan e arbitro del conflitto; la prima il 26 giugno 1868 ed ancora il 22 luglio 1871. Allo stesso tempo gli consegnò la gestione dell'intero Stato. A Tengku Kudin fornì anche il distretto di Langat per finanziare la gestione della guerra. Tengku Kudin a sua volta chiese l'aiuto dei mercenari del Pahang e dell'inglese Sir Andrew Clarke. Questo segnò il primo coinvolgimento dei britannici nella politica locale. Nel 1874, alla fine del conflitto, il sultano assegnò la città di Klang a Tungku Kudin. Nel 1878 lasciò l'incarico.

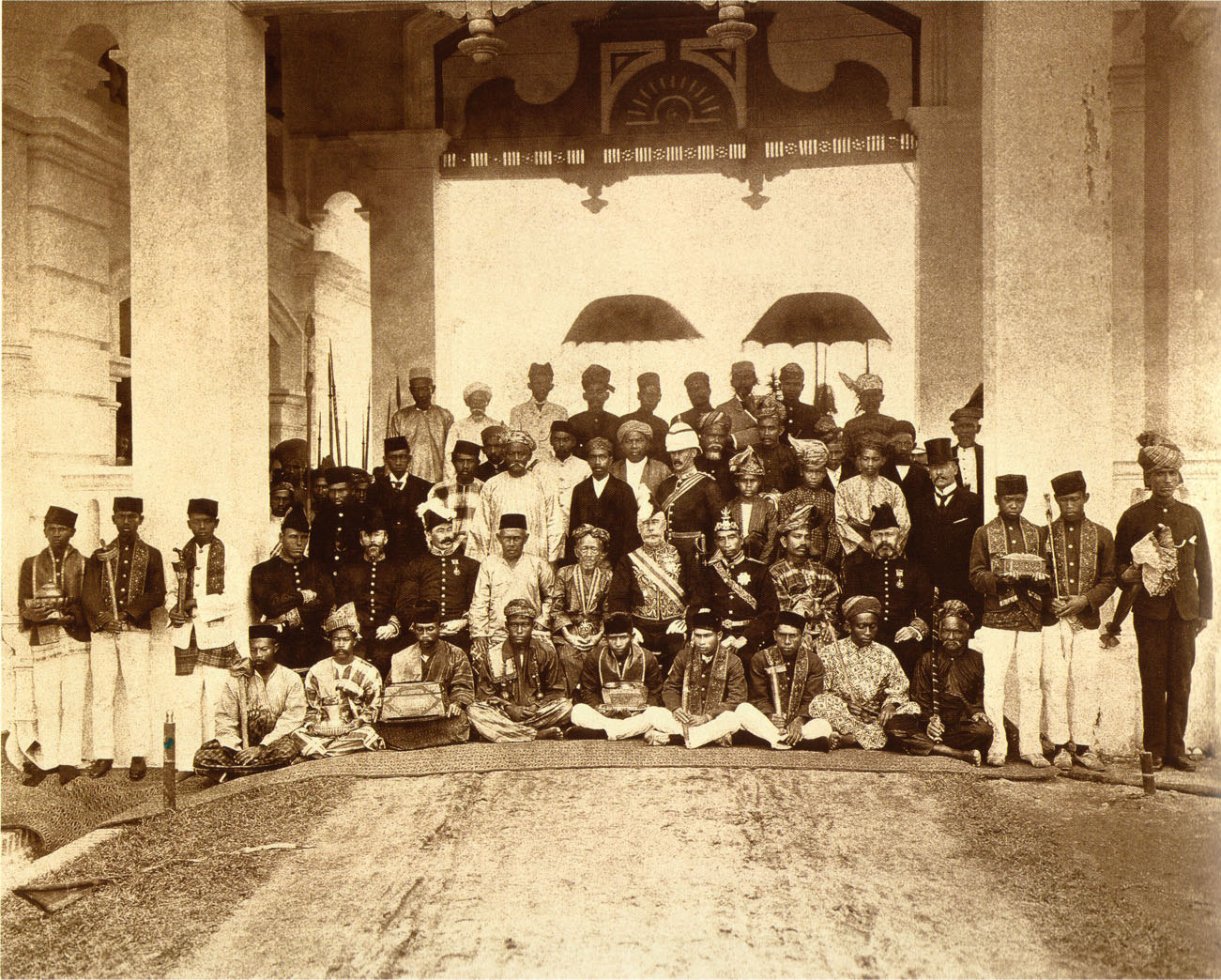
I sovrani malesi al durbar di Kuala Kangsar del 1897.

Dopo che un certo numero di attacchi di pirateria ebbero luogo nelle coste del Selangor, nell'agosto del 1874 Andrew Clarke nominò Frank Swettenham consigliere del sultano Abdul Samad. L'anno successivo Abdul Samad accettò James Guthrie Davidson come primo residente britannico nel Selangor. Nell'ottobre dello stesso anno Abdul Samad inviò una lettera ad Andrew Clarke in cui chiedeva di far entrare il Selangor nel protettorato britannico.
Nel 1879 ricevette dalla regina Vittoria una spada d'onore in segno di gratitudine per la rapida abolizione della schiavitù per debiti.
Durante il suo regno, le aree di Semenyih, Beranang e Broga passarono sotto la sua giurisdizione. Il 30 luglio 1880 Lukut venne però riassegnata al Dato' Kelana di Sungai Ujong. Nel 1875, con il completamento della costruzione dell'Istana Jugra, la città di Jugra divenne la capitale reale del regno. Nel 1880 la capitale venne spostata da Klang a Kuala Lumpur.
Nel 1893, con Yap Kwan Seng, K. Thamboosamy Pillay e Loke Yew, contribuì a fondare una delle prime scuole della Malesia, la Victoria Institution di Kuala Lumpur. Il sovrano divenne uno dei primi due patroni della scuola.
Abdul Samad faceva parte del Consiglio dei regnanti degli Stati federati malesi. Con gli altri tre sovrani della federazione partecipò al primo durbar tenutosi nel 1897 a Kuala Kangsar nel Perak.
Abdul Samad gradiva molto interagire apertamente con il suo popolo. Gli osservatori notarono che egli chiacchierava con i sudditi nei mercati locali, facendo le sue passeggiate quotidiane o durante i combattimenti di galli.
Si sposò tre volte ed ebbe dodici figli, sei maschi e sei femmine.

## Morte
Abdul Samad morì a Kuala Langat il 6 febbraio 1898 all'età di 93 anni e dopo averne passato 41 sul trono. È sepolto nel Mausoleo reale di Klang. Poiché il Raja Muda Musa, l'erede apparente, era morto nel 1884, gli succedette il figlio maggiore di quest'ultimo Sulaiman Shah Musa.

## Eredità
Gli sono dedicati il Bangunan Sultan Abdul Samad a Kuala Lumpur, palazzo sede di uffici di governo, la scuola secondaria SMK Sultan Abdul Samad di Petaling Jaya, la moschea Sultano Abdul Samad di Sepang, l'Aeroporto Internazionale di Kuala Lumpur e la biblioteca Sultano Abdul Samad dell'Universiti Putra Malaysia.